# Ntare Rushatsi
Ntare Rushatsi (... – 1709 circa) è ritenuto dalla tradizione il primo re del Burundi ed il capostipite della dinastia Baganwa. Regnò dal 1680 al 1709 circa.
Ntare Rushatsi, in kirundi Leone Irsuto, è considerato dalla tradizione orale l'eroe civilizzatore, l'unificatore del paese, il fondatore e primo umwami del Burundi ed il capostipite degli Abaganwa, la dinastia reale.
In alcune leggende assume altri nomi: Cambarantama (che significa Vestito di pecora), Biti (Alberi), Karemera (Pesante, di interpretazione controversa), Rufuku (Talpa). È possibile che alcune tradizioni lo confondano con qualche altro regnante della zona, come è possibile che gli si attribuiscano imprese di Ntare Rugamba, suo discendente vissuto all'inizio del XIX secolo.

## Le tradizioni orali
Si posseggono circa 150 leggende che descrivono l'origine della monarchia burundese, spesso in contraddizione tra loro. Queste sono state raccolte a partire dagli anni '30 e catalogate dal Centre de Civilisation Burundaise. Nessun'altra fonte, storica o archeologica, ci ha confermato la sua esistenza e ci ha documentato la sua vita.

Le fonti che nominano espressamente Ntare Rushatsi sono state suddivise in due gruppi, numericamente ineguali, in base agli avvenimenti ed ai luoghi raccontati: il ciclo di Nkoma ed il ciclo del Kanyaru.